# Albert Nell
Albert Nell (* 1. Mai 1935 in Bonn; † 27. November 2021 in Mayen) war ein deutscher Kommunalpolitiker (CDU).

## Werdegang
Nell war von 1976 bis 1990 Oberbürgermeister der Stadt Mayen in Rheinland-Pfalz. Von November 1990 bis August 1999 war er Landrat des Landkreises Daun.

## Ehrungen
- 18. Dezember 2012: Ehrenbürger der Stadt Mayen
- 2000: Bundesverdienstkreuz 1. Klasse
- Ehrenkreuz der Bundeswehr in Gold